# Ví trực tuyến
Một ví trực tuyến là một phần mềm hoặc dịch vụ web cho phép người dùng lưu trữ và kiểm soát thông tin mua sắm trực tuyến của họ, chẳng hạn như đăng nhập, mật khẩu, địa chỉ giao hàng và chi tiết thẻ tín dụng. Nó cũng cung cấp một phương thức cho người tiêu dùng để mua sản phẩm từ các nhà bán lẻ trực tuyến.
Các hệ thống này có thể được tích hợp trực tiếp hoặc có thể được kết hợp với thanh toán qua nhà cung cấp và thẻ tín dụng thông qua một nền tảng thanh toán web di động thống nhất. Các ví trực tuyến phổ biến như Google Wallet, PayPal, Yandex.Money.